# Kathrine Thorborg Johansen
Kathrine Thorborg Johansen (Nøtterøy, Vestfold, 8 de noviembre de 1989) es una actriz noruega.
Se educó en Statens teaterhøgskole de 2009 a 2013. Luego trabajó durante dos años en el Teatro de Trøndelag y más tarde en el Teatro Noruego y el Teatro Nacional. Fue nominada al Premio Hedda en 2018 por el papel de Hedvig en Vildanden de Henrik Ibsen en el Teatro de Trøndelag.
Ha interpretado uno de los papeles principales en la película Skjelvet de 2018, la serie de televisión Oljefondet de 2019 y la película Oslo – Copenhague de 2020. Por Oslo – Copenhague fue nominada al premio Amanda 2021 en la categoría de mejor actriz.

## Filmografía

### Cine
| Año  | Título                         | Director                | Papel           | Nota         |
| ---- | ------------------------------ | ----------------------- | --------------- | ------------ |
| 2014 | The Familiar: World Ends       | Åsmund Hasli            | Mujer           | Cortometraje |
| 2016 | Jeg faller                     | Alexander K. Brucki     | Liv             | Cortometraje |
| 2017 | Bitter Lemon                   | Rolf Kristian Larsen    | Lena            | Cortometraje |
| 2017 | Lysning                        | Mathias Askeland        | Anja            | Cortometraje |
| 2018 | Skjelvet                       | John Andreas Andersen   | Marit Lindblom  |              |
| 2018 | Fanny                          | Halfdan Ullmann Tøndel  | Maja            | Cortometraje |
| 2018 | The Culture                    | Ernst De Geer           | Siri            | Cortometraje |
| 2019 | Askeladden i Soria Moria slott | Mikkel Brænne Sandemose |                 |              |
| 2020 | De forbandede år               | Anders Refn             | Liva            |              |
| 2020 | Børning 3                      | Hallvard Bræin          | Sylvia          |              |
| 2020 | Oslo – København               | Jan Vardoen             | Ingeborg        |              |
| 2021 | Vildmænd                       | Thomas Daneskov         |                 |              |
| 2021 | Quarantined Family Karlsen     | Tove Undheim            | Escritora de TV | Cortometraje |
| 2022 | De forbandede år 2             | Anders Refn             | Liva            |              |
| TBD  | Don't call me mama             | Nina Knag               | Ingeborg        |              |
| TBD  | Demring                        | Patrik Syversen         | Kristine        |              |

### Televisión
| Año       | Título                           | Papel                 | Nota                |
| --------- | -------------------------------- | --------------------- | ------------------- |
| 2018      | Heimebane                        | Hedda Brattskjær      | Serie; 6 episodios  |
| 2018      | Oljefondet                       | Kathrine Holand       | Serie; 2 episodios  |
| 2019-2020 | Okkupert                         | Marie Elvestad        | Serie; 3 episodios  |
| 2020-2023 | Ragnarok                         | Ida Storlien          | Serie; 2 episodios  |
| 2021      | Post Mortem: ingen dør i Skarnes | Live Hallangen        | Serie; 6 episodios  |
| 2023-2024 | Makta                            | Gro Harlem Brundtland | Serie; 12 episodios |

## Premios y distinciones
| Año  | Premio         | Categoría                                  | Nominada por     | Resultado |
| ---- | -------------- | ------------------------------------------ | ---------------- | --------- |
| 2021 | Premios Amanda | Mejor actriz                               | Oslo – København | Nominada  |
| 2024 | Gullruten      | Mejor actriz en un papel principal - Drama | Makta            | Ganadora  |